# Wels
Wels (nemško: [vɛls] ; bavarsko: Wös) je mesto v Zgornji Avstriji, ob reki Traun blizu Linza. Je sedež okraja Wels-Land z okoli 65.000 prebivalci, zaradi česar je osmo največje mesto v Avstriji.
Upravno gledano je Wels, podobno kot mesti Linz in Steyr, ki prav tako ležita v osrednjem delu Zgornje Avstrije (Oberösterreichischer Zentralraum), statutarno mesto in tako samostojno opravlja naloge okrajne uprave. V mestu Wels imata sedež tudi okrajno glavarstvo Wels-Land ter okrajno in deželno sodišče Wels.